# 提比略三世
提比略三世（希臘語：Τιβέριος；罗马化：Tibérios），原名阿普西马尔（拉丁语：Apsimarus；希腊语：Ἀψίμαρος；罗马化：Apsímaros），于698年至705年期间担任罗马皇帝。除知道提比略曾是中级指挥官千夫长，在基比拉奥特军区服役外，人们对他早年生活知之甚少。696年，罗马皇帝利奥提乌斯派军夺回被阿拉伯倭马亚王朝占领的北非城市迦太基，提比略是军中一员。这支军队夺取迦太基城后，遭到倭马亚王朝援军反击，被迫撤退。一些军官担心利奥提乌斯发怒，便杀死指挥官贵族约翰，宣布提比略为皇帝。提比略迅速集结一支舰队，驶向君士坦丁堡，废黜利奥提乌斯。提比略没有试图从倭马亚王朝手中夺回拜占庭帝国在非洲的领地，而是在东部边境对其发动一些颇有成效的战役。705年，曾被利奥提乌斯废黜的前皇帝查士丁尼二世率领一支由来自保加利亚第一帝国的斯拉夫人和保加尔人组成的军队来到君士坦丁堡，秘密潜入君士坦丁堡城，废黜提比略。提比略逃往比提尼亚，但几个月后被捕，于705年8月至706年2月期间被查士丁尼斩首。提比略的尸体起初被抛入大海，但后来被找回，埋葬在基纳里阿达岛一座教堂里。

## 生平

### 早年
在罗马皇帝利奥提乌斯（695年—698年在位）统治之前，关于提比略的详细情况鲜为人知，只知道他本名是“阿普西马尔”（Apsimar），从历史角度来看，这个名字被认为源于日耳曼语族。历史学家沃尔夫拉姆·布兰德斯将阿普西马尔这一名字源于日耳曼语族这一传统假设追溯至约翰·巴格内尔·伯里身上，但指出这一说法并不正确。研究拜占庭帝国的学者安东尼·布赖尔和朱迪斯·赫林认为阿普西马尔这个名字可能源于斯拉夫语族，而学者莱斯利·布鲁贝克和约翰·哈尔顿则认为其源于突厥语系。此外，人们还知道提比略是基比拉奥特军区（安纳托利亚南部的一个军事省份）的一名千夫长（指挥大约一千人的指挥官）。亚历山大·亚历山德罗维奇·瓦西里耶夫等学者推测提比略有哥特-希腊血统。研究拜占庭帝国的学者沃尔特·凯吉指出，提比略在他早期军事生涯中曾在巴尔干半岛战胜过斯拉夫人，赢得一定声望。

### 背景
696年，倭马亚哈里发国再次对拜占庭帝国的阿非利加总督区发动进攻，于697年占领迦太基城。罗马皇帝利奥提乌斯派遣贵族约翰率军去夺回迦太基城，约翰通过对其港口发动突然袭击成功将迦太基城夺回。尽管起初取得成功，但迦太基城很快又被倭马亚王朝援军夺回，迫使约翰撤至克里特岛重新集结兵力。一群担心因未能夺回迦太基而触怒利奥提乌斯的军官杀死约翰，宣布阿普西马尔为皇帝。阿普西马尔采用提比略这个帝号；在那个时期，选用帝号的做法很常见，但后来不再流行。现代历史学家通常将提比略称作提比略三世，但在某些情况下，不把最初的提比略一世算入在位皇帝计数，也会称其为提比略二世。届时，提比略二世·君士坦丁则会被算作“提比略一世”。提比略三世集结一支舰队，与绿党（竞技场体育和政治派别）结盟，然后驶向当时正遭受腺鼠疫爆发之苦的君士坦丁堡。提比略和他的军队在金角湾的西凯港登陆，接着开始围攻君士坦丁堡城。几个月后，绿党成员为提比略的军队打开君士坦丁堡城门，使得提比略得以占领君士坦丁堡城，废黜利奥提乌斯；但这并没能阻止他的军队劫掠君士坦丁堡城。提比略割掉利奥提乌斯的鼻子，把他送到君士坦丁堡的德尔玛图斯修道院生活。根据12世纪编年史家叙利亚人米哈伊尔所述（他引用有一位未具名作者所写8世纪同时代叙利亚史料），提比略以利奥提乌斯曾因管理帝国不善而废黜皇帝查士丁尼二世（685年—695年、705年—711年在位）为例，为自己发动政变作辩护。在提比略之前，从未有海军军官登上皇位，部分原因是拜占庭人认为陆军更具威望。

### 统治

717年拜占庭帝国地图

提比略夺取君士坦丁堡控制权，废黜利奥提乌斯后不久，便由君士坦丁堡普世牧首卡利尼库斯一世为他加冕。提比略掌权之后，并未试图从倭马亚王朝手中夺回拜占庭帝国在非洲的领地，而是将注意力集中在帝国东部边境。提比略任命自己兄弟伊拉克略（沃尔特·凯吉等学者认为伊拉克略是提比略的儿子，而非兄弟）为贵族（极具威望的宫廷头衔）以及安纳托利亚军区的最高指挥官将军。安纳托利亚军区是拜占庭帝国行政区，即位于安纳托利亚（今土耳其境内）。698年深秋，伊拉克略入侵倭马亚哈里发国，越过托罗斯山脉山口进入奇里乞亚，随后向叙利亚北部进军。伊拉克略击败一支从安条克派出的阿拉伯军队，接着一路劫掠至萨莫萨塔，然后在699年春撤回拜占庭帝国领土内的安全地带。
伊拉克略在军事上得胜招致阿拉伯人作出一系列报复性攻击：倭马亚王朝将领穆罕默德·伊本·马尔万和阿卜杜拉·伊本·阿卜杜勒-马利克在一系列战役中征服拜占庭帝国在亚美尼亚所剩无几的领土，而伊拉克略无法对此作出有效回应。702年，亚美尼亚人发动一场大规模反抗倭马亚王朝的起义，请求拜占庭帝国提供援助。随后，阿卜杜勒-马利克在704年再次出征，欲重新征服亚美尼亚，但在奇里乞亚遭到伊拉克略攻击。伊拉克略在西西翁击败由叶齐德·伊本·胡奈因率领的一支10000-12000人的阿拉伯军队，杀死大部分敌军，俘虏其余人为奴隶；尽管如此，伊拉克略还是没能阻止阿卜杜勒-马利克重新征服亚美尼亚。
提比略试图通过重组军队结构、重组基比拉奥特军区、修缮君士坦丁堡海墙等举措来增强拜占庭帝国军队实力。提比略还将注意力集中在塞浦路斯岛，自他前任查士丁尼二世将许多居民迁移到基齐库斯地区后，塞浦路斯岛人口稀少：698/699年，提比略与阿卜杜勒-马利克开展谈判，允许那些被迁移到基齐库斯以及被阿拉伯人俘虏并带到叙利亚的塞浦路斯人返回故土。提比略还用来自托罗斯山脉的马代特军队加强塞浦路斯岛的驻军。据历史学家沃伦·崔德戈德所述，提比略试图通过设立新军事省份、创建撒丁军区、将西西里军区从拉文纳总督区分离出来等方式在海上遏制阿拉伯人。提比略还将贵族之子、未来的皇帝菲利彼库斯流放到凯法利尼亚岛。

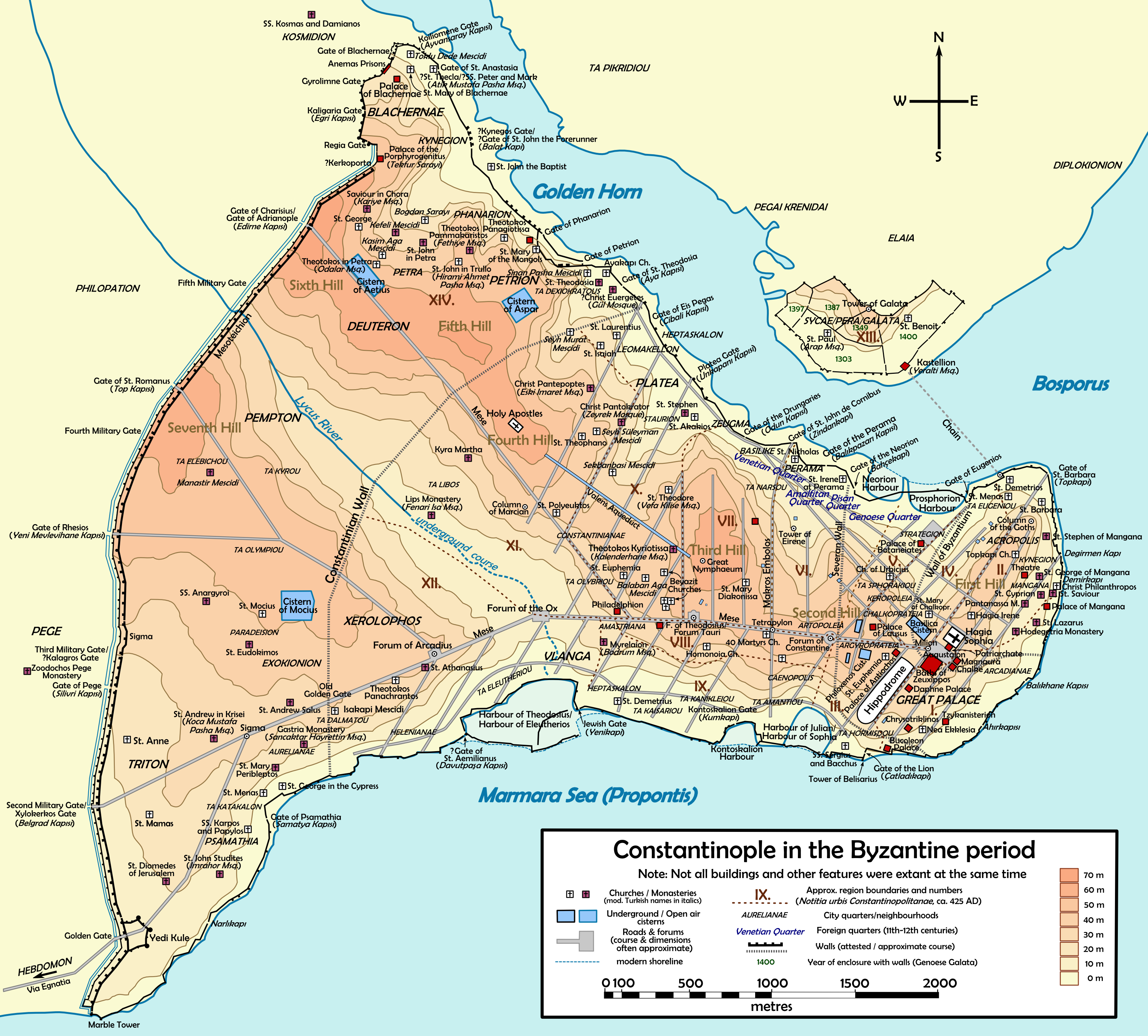
一幅拜占庭帝国时期君士坦丁堡的地图；布拉赫奈宫位于君士坦丁堡城的西北部

702年，查士丁尼二世从赫尔松军区（今克里米亚）逃脱，获得哈扎尔可汗比西尔（688/690年—730年在位）支持，比西尔将妹妹塞奥多拉许配给查士丁尼为妻，欢迎他来到位于法纳戈里亚的宫廷。到703年，有关查士丁尼正试图争取支持以夺回皇位的消息传入提比略耳中，提比略迅速派遣使者前往哈扎尔汗国，要求他们将查士丁尼交给拜占庭人，活要见人死要见尸。查士丁尼逃脱抓捕，转而寻求保加尔汗特尔维尔（700年—721年在位）支持。705年，查士丁尼率领一支由斯拉夫人和保加尔人组成的军队来到君士坦丁堡，围攻三天，之后侦察兵发现一条古老且废弃不用、从城墙下穿过的排水管道。查士丁尼和一小队士兵利用这条通道进入君士坦丁堡城内，从城墙北部靠近布拉赫奈宫的地方出来，随后迅速占领布拉赫奈宫。提比略逃往比提尼亚的索佐波尔城，躲避追捕达数月之久，最终还是被捕。查士丁尼围攻和提比略被捕的确切时间较为复杂。据钱币学家菲利普·格里尔森所述，查士丁尼二世于8月21日进入君士坦丁堡城，但据研究拜占庭帝国的学者康斯坦斯·海德称，查士丁尼在7月10日占领君士坦丁堡城，而8月21日这个日期要么是提比略在索佐波尔被捕的时间，要么是他被押回君士坦丁堡的时间。六个月后，很可能是在2月15日，查士丁尼将利奥提乌斯和提比略拖到竞技场，当众羞辱两人，然后将两人带到柯尼基恩（靠近基奈戈斯门的一个街区）斩首。利奥提乌斯和提比略的尸体被抛入大海，但后来被找回，埋葬在基纳里阿达岛上的一座教堂里。

#### 遗产
海德评论说，尽管人们对提比略知之甚少，但现有证据表明他是一位“认真尽责且卓有成效的统治者”，并指出如果他在位时间更长的话，或许会被铭记为“真正伟大的拜占庭皇帝之一”。凯吉指出，拜占庭帝国后续王朝及其相关历史学家往往将拜占庭帝国在非洲永久丧失领土的责任归咎于提比略，不过他认为，在提比略登上皇位之时，拜占庭人想要恢复对非洲的控制已为时过晚。

### 家庭
提比略有个儿子叫塞奥多西，塞奥多西在729年成为以弗所主教，主持754年海尔里亚大公会议，还为皇帝利奥三世（717年—741年在位）和君士坦丁五世（741年—775年在位）出谋划策。研究拜占庭帝国的学者格雷厄姆·萨姆纳提出，提比略的这个儿子后来可能成为皇帝狄奥多西三世（715年—717年在位）。萨姆纳提供的证据显示，这两个人在相近的时间担任以弗所主教：根据《阿迪纳编年史》记载，皇帝狄奥多西三世在716年后成为主教，而提比略的儿子塞奥多西在729年成为主教，这表明他们可能是同一个人。不过研究拜占庭帝国的学者西里尔·曼戈和罗杰·斯科特认为这一理论不太可能成立，因为这意味着皇帝狄奥多西三世在退位后还得再活三十年。提比略家族的其他详细情况，包括他配偶的名字，都已失传，这是被称为二十年混乱期的提比略统治时期动荡所造成的常见后果。

### 注引
1. ↑  Head 1972，第101頁.
2. 1 2  Brandes 2003，第723頁.
3. ↑  Bryer & Herrin 1977，第16頁.
4. ↑  Brubaker & Haldon 2011，第72頁.
5. 1 2 3 4 5  Moore 1999a.
6. 1 2 3 4 5  PmbZ，Tiberius III (#8483/corr.).
7. ↑  Vasilev 1980，第194頁.
8. ↑  Kaegi 1981，第207 & 318頁.
9. 1 2 3 4  Head 1982，第51頁.
10. ↑  Rosser 2001，第473頁.
11. 1 2  Haldon 2016，第49頁.
12. 1 2  Garland 2017，第2頁.
13. ↑  Haldon 2016，第185頁.
14. 1 2 3 4 5 6  Moore 1999b.
15. ↑  Haldon 2016，第93頁.
16. ↑  Penna & Morrison 2016，第27頁.
17. ↑  Ostrogorsky 1956，第116–122頁.
18. ↑  Kaegi 1981，第189頁.
19. ↑  Brubaker & Haldon 2011，第738頁.
20. 1 2  PmbZ，Herakleios (#2558).
21. 1 2 3  Kazhdan 1991，"Tiberios II" (P. A. Hollingsworth), p. 2084.
22. 1 2 3  Treadgold 1997，第339頁.
23. ↑  Bury 1889，第355頁.
24. 1 2 3 4  Bury 1889，第356頁.
25. 1 2 3  Kazhdan 1991，第2084頁.
26. ↑  Treadgold 1995，第26頁.
27. ↑  Bury 1889，第357頁.
28. ↑  Ostrogorsky 1956，第142頁.
29. 1 2  Head 1969，第105頁.
30. 1 2  Grierson, Mango & Ševčenko 1962，第51頁.
31. ↑  Kaegi 2010，第288頁.
32. ↑  Bryer & Herrin 1977，第3頁.
33. 1 2  Sumner 1976，第292頁.
34. ↑  Head 1970，第15頁.
35. ↑  Neil 2000.

### 书目
- Brandes, Wolfram, , Byzantinische Zeitschrift (Munich and Leipzig: K. G. Saur Verlag GmbH), 2003, 95 (2): 716–725, S2CID 194108610, doi:10.1515/BYZS.2002.716
- Brubaker, Leslie; Haldon, John, , Cambridge: Cambridge University Press, 2011, ISBN 978-0-521-43093-7
- Bryer, Anthony; Herrin, Judith, , Centre for Byzantine Studies (Birmingham: Centre for Byzantine Studies, University of Birmingham), 1977, ISBN 978-0-7044-0226-3, OCLC 3135001
- Bury, J.B.,  II, London: MacMillan & Co., 1889, OCLC 168739195
- Garland, Lynda, , Routledge, 2017, ISBN 978-1-351-95371-9
- Grierson, Philip; Mango, Cyril; Ševčenko, Ihor, , Dumbarton Oaks Papers (Washington D.C.), 1962, 16: 1–63, JSTOR 1291157, doi:10.2307/1291157
- Haldon, John, , Harvard: Harvard University Press, 2016, ISBN 978-0-674-08877-1
- Head, Constance, , Byzantion (Leuven: Peeters Publishers), 1969, 39: 104–107, JSTOR 44169943
- Head, Constance, , Byzantion (Leuven: Peeters Publishers), 1970, 40 (1): 14–32, JSTOR 44170282
- Head, Constance, , Madison: University of Wisconsin Press, 1972, ISBN 978-0-299-06030-5
- Head, Constance, , New Rochelle, N.Y.: Caratzas Bros, 1982, ISBN 978-0-89241-084-2
- Kaegi, Walter, , Ann Arbor: ACLS Humanities, 1981, ISBN 978-1-59740-632-1
- Kaegi, Walter, , Cambridge: Cambridge University Press, 2010, ISBN 9780521196772
- Kazhdan, Alexander (编), , Oxford: Oxford University Press, 1991, ISBN 978-0-19-504652-6
- Lilie, Ralph-Johannes; Ludwig, Claudia; Pratsch, Thomas; Zielke, Beate. . . Berlin and Boston: De Gruyter. 2013 （德语）.
- Moore, R. Scott, , De Imperatoribus Romanis (Newport), 1999a  [7 July 2019], （原始内容存档于7 July 2019）
- Moore, R. Scott, , De Imperatoribus Romanis (Newport), 1999b  [26 July 2019], （原始内容存档于27 July 2019）
- Neil, Bronwen, , De Imperatoribus Romanis (Newport), 2000  [30 November 2019], （原始内容存档于30 November 2019）
- Ostrogorsky, George, , New Brunswick: Rutgers University Press, 1956, ISBN 978-0-813-51198-6
- Penna, Vasiliki; Morrison, Cecile, , London: Routledge, 2016, ISBN 978-1-317-07693-3
- Rosser, John H., , Lanham: Scarecrow Press, 2001, ISBN 978-0-810-86621-8
- Sumner, Graham V., , Greek, Roman, and Byzantine Studies (Cambridge, Massachusetts: Duke University Press), 1976, XVII: 287–294  [18 February 2020], OCLC 595088782, （原始内容存档于2020-01-16）
- Treadgold, Warren, , Stanford, California: Stanford University Press, 1995, ISBN 978-0-8047-3163-8
- Treadgold, Warren. . Stanford, California: Stanford University Press. 1997. ISBN 0-8047-2630-2 （英语）.
- Vasilev, Alexander, , Madison, Wisconsin: University of Wisconsin Press, 1980 [1929], ISBN 978-0-299-00923-6, OCLC 884917915

| 提比略三世 出生于：7世纪逝世於：706年2月15日          | 提比略三世 出生于：7世纪逝世於：706年2月15日 | 提比略三世 出生于：7世纪逝世於：706年2月15日      |
| 統治者頭銜                                            | 統治者頭銜                                   | 統治者頭銜                                        |
| ----------------------------------------------------- | -------------------------------------------- | ------------------------------------------------- |
| 前任者： 利奥提乌斯                                   | 罗马皇帝 698年–705年                         | 繼任者： 查士丁尼二世                             |
| 官衔                                                  |                                              |                                                   |
| 空缺头衔在686年中止上一位持有相同頭銜者：查士丁尼二世 | 罗马执政官 699年                             | 空缺中止直至711年下一位持有相同頭銜者：菲利彼库斯 |